# Menophra fidelensis
Menophra fidelensis là một loài bướm đêm trong họ Geometridae.